# Династија Гонзага
Династија Гонзага владала је Мантовом од 1328. до 1708. године.
Ђанфранческо Гонзага присвојио је 1433. године титулу Маркиза од Мантове, а 1530. године Федерико II добија титулу Војводе од Мантове. Породица добија 1531. године у посед и Војводство Монферато. Преко женске линије породица Гонзага долази у контакт са Византијском породицом Палеолог која је пре њих владала Монфератом.
Бочна линија породице Гонзага добила је титуле Војвода од Невера и Ретела у Француској, када је Луиђи (Луј) Гонзага, млађи син војводе Федерика II и Маргарите Палеологине, оженио наследницу. Породица Гонзага-Невер је касније владала Мантовом, пошто је Шарл (Карло) наследио Мантову и Монферато, након Рата за Мантовско наследство.
Још једна бочна линија добија грофовске а касније и војводске титуле, они воде порекло од Ферантеа, млађег сина војводе Франческа II (1484-1519).
Лудовика Марија Гонзага, кћер принца Шарла Гонзага-Невера, била је Пољска краљица од 1645. до своје смрти 1667. године.
Две женске представнице ове породице, идентичног имена Елеонор Гонзага, биле су царице Светог римског царства, удајама за Фердинанда II и Фердинанда III (Елеонора Гонзага од Мантове).